# Emilio Ghione
Emilio Luigi Carlo Giuseppe Maria Ghione (Torino, 30 luglio 1879 – Roma, 7 gennaio 1930) è stato un attore e regista italiano del cinema muto.
Era il compagno dell'attrice Kally Sambucini e il padre dell'attore Emilio Ghione Jr.

## Biografia
La prima apparizione cinematografica di Ghione fu come cascatore stuntman.
Durante un viaggio in Francia Ghione si rese conto dell'attrattiva popolare che avevano i personaggi quali Arsenio Lupin e le ambientazioni di tipo gotico, crepuscolare.
Fu allora che Ghione, tornato in Italia nel 1915, impersonò per la prima volta Za la Mort, personaggio allo stesso tempo brutale e patetico nell'omonimo film. Seguì la serie di film I topi grigi, composta da otto episodi realizzati tra il 1916 e il 1918, in cui interpretava sempre Za la Mort, che gli portò fama e successo.
Ghione fu accompagnato in questi anni da Calliope Sambucini, sua compagna sullo schermo e nella vita, in arte Kally Sambucini, che invece impersonava Za la Vie e che girò assieme al compagno le pellicole di Za la Mort, interpretando il ruolo della compagna fragile, pietosa e malmenata.
Morì a Roma il 7 gennaio 1930 e fu sepolto presso il Cimitero del Verano.
Il figlio Emilio Ghione Jr. tentò di riportare alla ribalta il personaggio di Za la Mort con il film Fumeria d'oppio (1947). Nonostante la regia di Raffaello Matarazzo e un cast di livello, l'operazione ebbe un successo inferiore alle aspettative e non ebbe alcun sequel.

## Filmografia

### Film diretti

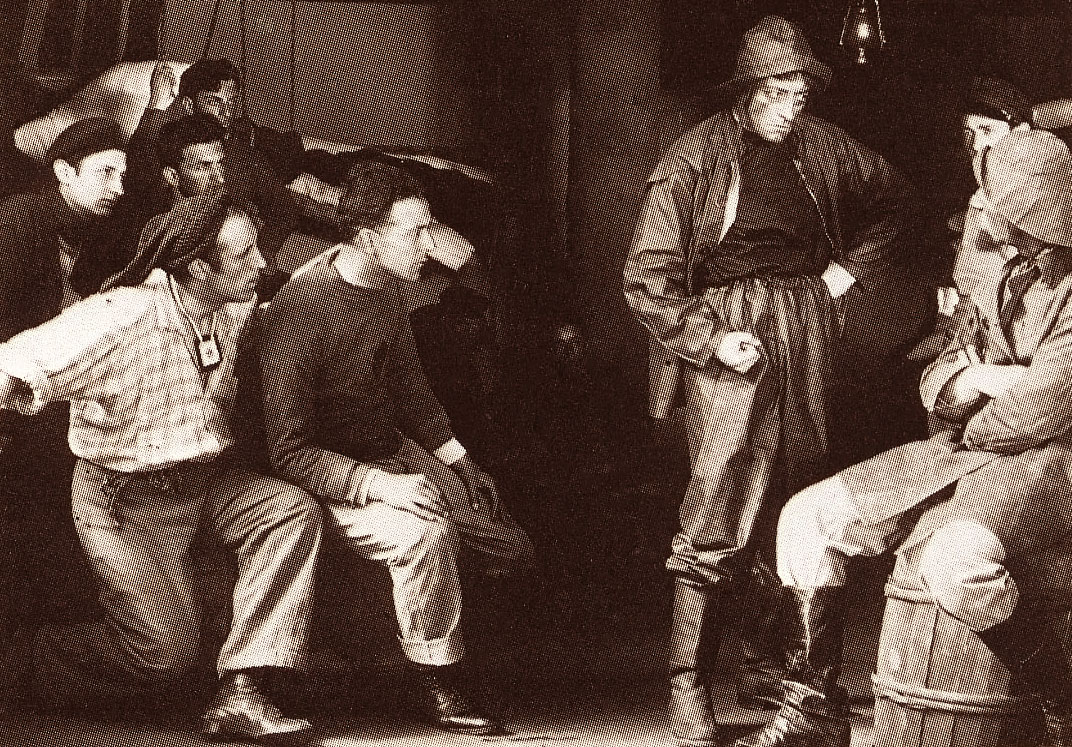
Emilio Ghione ne Il castello di bronzo 1920

- Il Circolo Nero o Il cerchio nero (1913)
- Idolo infranto (1913)
- Don Pietro Caruso, regia di Emilio Ghione (1914)
- La mia vita per la tua!, regia di Emilio Ghione (1914)
- Nelly la gigolette o La danzatrice della Taverna Nera (1914)
- Per la sua pace (1915)
- L'ultimo dovere (1915)
- Gespay, fantino e gentiluomo (1915)
- Tresa (1915)
- Memorie sacre (1915)
- Za la Mort (1915)
- Triste impegno (1915)
- Ciceruacchio (1915)
- Guglielmo Oberdan, il martire di Trieste o Oberdan o Grido di Patria o Il martire della forca imperiale (1915)
- Spine e lacrime (1915)
- La banda delle cifre (1915)
- Sposa nella morte! (1915)
- Il naufragatore o La vendetta del pirata (1915)
- L'imboscata (1916)
- Anime buie (1916)
- La grande vergogna (1916)
- L'enfant del l'amour (1916)
- La rosa di Granata (1916)
- Tormento gentile (1916)
- Un dramma ignorato (1917)
- Il numero 121 (1917)
- L'ultima impresa (1917)
- Lagrime (1917)
- La Santa (1917)
- Il Triangolo Giallo (serial di quattro episodi) (1917)
- Nel gorgo (1917)
- I Topi Grigi (serial di otto episodi) (1918)
- Nel gorgo (1918)
- Sua Eccellenza la Morte o S.E. la morte (1919)
- Dollari e fracks (serial di quattro episodi) (1919)
- Il castello di bronzo (serial di due episodi) (1920)
- Senza pietà (1921)
- I quattro tramonti (1921)
- Za-la-Mort contro Za-la-Mort o Quale dei due? (1922)
- L'ultima livrea (1922)
- La maga e il grifo (1922)
- Il quadrante d'oro (1922)
- Un frak e un apache (1923)
- Le due catene (1923)
- Ultimissime della notte (1924)
- L'incubo di Za la Vie (Za la Mort. Der Traum der Zalavie) (1924)
- La casa errante (1925)
- Senza padre (1926)

### Film interpretati
Ai film di cui la storiografia ha saputo ricostruire i titoli, si aggiungono altri film ignoti usciti tra il 1909 e il 1910. 
- Il cinque marzo (1910)
- Isabella d'Aragona, regia di Romano Luigi Borgnetto (1910)
- Servo e tutore (1910)
- Il falconiere, regia di Oreste Mentasti (1910)
- Ginevra di Scozia (1910)
- Il fallo della nonna (1910)
- Sacrificata! regia di Oreste Mentasti (1910)
- Come fu che l'ingordigia rovinò il Natale a Cretinetti (1910)
- Triste fascino, regia di Oreste Mentasti (1911)
- Ritratto vendicatore (1911)
- La caduta di Troia, regia di Giovanni Pastrone (1911)
- La Gerusalemme liberata, regia di Enrico Guazzoni (1911)
- Nobiltà di sangue, nobiltà di cuore (1911)
- Regina per quindici giorni, regia di Mario Caserini (1911)
- Il piccolo cavallerizzo (1911)
- Giuseppe ebreo, regia incerta (forse di Enrico Guazzoni) (1911)[2]
- Il poverello di Assisi, regia di Enrico Guazzoni (1911)
- Alì Babà, regia di Enrico Guazzoni (1911)
- Il talismano o Riccardo Cuor di Leone, regia di Enrico Guazzoni (1911)
- Nell'assenza dei padroni, regia incerta (forse di Enrique Santos) (1912)[2]
- Amore e ipnotismo, regia incerta (forse di Enrico Guazzoni) (1912)[2]
- Madame Roland, regia di Enrico Guazzoni (1912)
- Giuseppina Beauharnais, regia di Enrico Guazzoni (1912)
- Il trabocchetto punitore o Il trabochetto, regia incerta (forse di Baldassarre Negroni e Giulio Antamoro) (1912)[2]
- Amore tragico o Idillio tragico o Flirt tragico, regia di Enrico Guazzoni (1912)
- Preso in trappola, regia incerta (forse di Enrique Santos) (1912)[2]
- Il falso segretario, regia incerta (forse di Enrique Santos) (1912)[2]
- Lagrime e sorrisi, regia di Baldassarre Negroni (1912)
- Panne d'auto, regia di Baldassarre Negroni (1912)
- Tragico amore, regia di Baldassarre Negroni (1912)
- L'avvoltoio, regia di Baldassarre Negroni (1912)[2]
- La bufera o Bufere o Bufera d'amore o Amore senza stima, regia di Baldassarre Negroni (1913)
- L'albero che parla, regia incerta (forse di Baldassarre Negroni) (1913)
- Ninì Verbena o In faccia al destino o L'anima del demi-monde, regia di Baldassarre Negroni (1913)
- Per il blasone o Per il casato, regia di Baldassarre Negroni (1913)
- La madre, regia di Baldassarre Negroni (1913)
- Peccato e penitenza (1913)
- La cricca dorata, regia di Baldassarre Negroni (1913)[2]
- La terra promessa, regia di Baldassarre Negroni (1913)[2]
- L'ultimo atout o L'ultima carta, regia di Baldassarre Negroni (1913)
- L'arma dei vigliacchi o La maestrina, regia di Baldassarre Negroni (1913)[2]
- Il siero del dottor Kean, regia di Baldassarre Negroni (1913)
- Il Circolo nero o Il cerchio nero, regia di Emilio Ghione (1913)
- Tramonto, regia di Baldassarre Negroni (1913)
- Idolo infranto, regia di Emilio Ghione (1913)
- La suocera, regia incerta (forse di Baldassarre Negroni) (1913)[2]
- L'amazzone mascherata, regia di Baldassarre Negroni (1913)
- La donna altrui, regia di Baldassarre Negroni (1913)
- L'Histoire d'un Pierrot, regia di Baldassarre Negroni (1914)
- Don Pietro Caruso, regia di Emilio Ghione (1914)
- La mia vita per la tua!, regia di Emilio Ghione (1914)
- Nelly la gigolette o La danzatrice della Taverna Nera, regia di Emilio Ghione (1914)
- Per la sua pace, regia di Emilio Ghione (1915)
- L'ultimo dovere, regia di Emilio Ghione (1915)
- Gespay, fantino e gentiluomo, regia di Emilio Ghione (1915)
- Tresa, regia di Emilio Ghione (1915)
- Memorie sacre, regia di Emilio Ghione (1915)
- Za la Mort, regia di Emilio Ghione (1915)
- Triste impegno, regia di Emilio Ghione (1915)
- Ciceruacchio, regia di Emilio Ghione (1915)
- Guglielmo Oberdan, il martire di Trieste o Oberdan o Grido di Patria o Il martire della forca imperiale, regia di Emilio Ghione (1915)
- Spine e lacrime, regia di Emilio Ghione (1915)
- La banda delle cifre, regia di Emilio Ghione (1915)
- Sposa nella morte!, regia di Emilio Ghione (1915)
- Il naufragatore o La vendetta del pirata, regia di Emilio Ghione (1915)
- La morsa, regia incerta (forse di Emilio Ghione e Baldassarre Negroni) (1916)
- L'imboscata, regia di Emilio Ghione (1916)
- Anime buie, regia di Emilio Ghione (1916)
- La grande vergogna, regia di Emilio Ghione (1916)
- L'enfant del l'amour, regia di Emilio Ghione (1916)
- Il potere sovrano o Temporal Power, regia di Baldassarre Negroni (1916)
- Tormento gentile, regia di Emilio Ghione (1916)
- La rosa di Granata, regia di Emilio Ghione (1916)
- Un dramma ignorato, regia di Emilio Ghione (1917)
- Il numero 121, regia di Emilio Ghione (1917)
- L'ultima impresa, regia di Emilio Ghione (1917)
- Lagrime, regia di Emilio Ghione (1917)
- La Santa, regia di Emilio Ghione (1917)
- Il Triangolo Giallo, regia di Emilio Ghione (serial di quattro episodi) (1917)
- I Topi Grigi, regia di Emilio Ghione (serial di otto episodi) (1918)
- Nel gorgo, regia di Emilio Ghione (1918)
- Sua Eccellenza la Morte o S.E. la morte, regia di Emilio Ghione (1919)
- Dollari e fracks, regia di Emilio Ghione (serial di quattro episodi) (1919)
- Il castello di bronzo, regia di Emilio Ghione (serial di due episodi) (1920)
- Senza pietà, regia di Emilio Ghione (1921)
- I quattro tramonti, regia di Emilio Ghione (1921)
- Za-la-Mort contro Za-la-Mort (Quale dei due?), regia di Emilio Ghione (1922)
- L'ultima livrea, regia di Emilio Ghione (1922)
- La maga e il grifo, regia di Emilio Ghione (1922)
- Il quadrante d'oro, regia di Emilio Ghione (1922)
- Un frak e un apache, regia di Emilio Ghione (1923)
- Le due catene, regia di Emilio Ghione (1923)
- Ultimissime della notte, regia di Emilio Ghione (1924)
- L'incubo di Za la Vie (Za la Mort. Der Traum der Zalavie), regia di Emilio Ghione (1924)
- La via del peccato, regia di Amleto Palermi (1925)
- La cavalcata ardente, regia di Carmine Gallone (1925)
- La casa errante, regia di Emilio Ghione (1925)
- Gli ultimi giorni di Pompei, regia di Carmine Gallone e Amleto Palermi (1926)
- Senza padre, regia di Emilio Ghione (1926)

### Documentari sull'epoca del muto nei quali compare Emilio Ghione
- Quando eravamo muti, regia di Riccardo Cassano (1933)
- Vecchio Cinema... Che passione!, regia di Aldo Crudo (1957)